# Maria Blimel
Maria Blimel (ur. 14 września 1957 w Poznaniu) – polska dziennikarka radiowa, reportażystka, zajmująca się problematyką społeczną. 

## Życiorys
Absolwentka polonistyki Uniwersytetu Adama Mickiewicza w Poznaniu. Karierę zaczynała jako nauczycielka języka polskiego w Liceum Plastycznym im. Piotra Potworowskiego w Poznaniu. W stanie wojennym zajmowała się dziennikarstwem niezależnym, m.in. tworzyła Radio Solidarność regionu Wielkopolska. W 1983 aresztowana pod zarzutem współpracy z pismami podziemnymi. Po wyjściu z więzienia pracowała w szkole podstawowej. Współpracowała z Radiem Wolna Europa. 11 listopada 1988 została pobita przez funkcjonariuszy MO. Legalną pracę jako dziennikarz rozpoczęła w 1989. Związana emocjonalnie z fundacją Barka, w swej twórczości rozpropagowała jej ideały i działalność Tomasza Sadowskiego.
Na stałe związana z Radiem Merkury Poznań. Laureatka nagród krajowych i międzynarodowych, najczęściej wspólnie z Wandą Wasilewską. Jej aktywność przerwała ciężka choroba.

## Nagrody
- 1995 - Nagroda w konkursie Polska i świat za reportaż Dałam ci syna
- 1997 - nagroda Mały Brzym za reportaż 5xM
- 1998 - nominacja do Prix Europa za reportaż Gwiazda szumi w poświetności
- 1998 - nagroda ministra pracy za poruszanie trudnej tematyki społecznej
- 1999 - Grand Prix Premios Ondas za reportaż Zawód na czasie
- 2001 - nominacja do Prix Europe za reportaż Ja tu idę do raju
- 2007 - Krzyż Komandorski Orderu Odrodzenia Polski[4]